# Saint-Armou
Saint-Armou település Franciaországban, Pyrénées-Atlantiques megyében. Lakosainak száma 614 fő (2022. január 1.). Saint-Armou Anos, Astis, Barinque, Bernadets, Lasclaveries, Navailles-Angos és Saint-Castin községekkel határos.

## Népesség
A település népessége az elmúlt években az alábbi módon változott:
| Lakosok száma | 617  | 631  | 658  | 636  | 640  | 656  | 640  | 627  | 614  |
|               | 2013 | 2015 | 2016 | 2017 | 2018 | 2019 | 2020 | 2021 | 2022 |